# Стояновци (област Велико Търново)
Вижте пояснителната страница за други населени места с името Стояновци.
Стояновци е село в Северна България. То се намира в община Елена, област Велико Търново.

## География
Село Стояновци се намира в Стара планина. Община Елена, област Велико Търново.Една от четирите махали с център Дебели рът. Другите две са Тънки рът и Дайновци. 

## История
Старото му име е Асан маале и е изцяло турска махала до 1878год. След Руско - Турската освободителна война турците се изнасят в пределите на османската империя. Новото имена махалата Стояновци е на името на Стоян Тодоров Влахов, който с по малкият си брат Иван Тодоров Влахов са първите засели ли се след освобождението. 